# Израелска војна индустрија
IMI Systems, раније Израелско министарство индустрије, такође познато као Ta'ас (хебрејски: תע"ש מערכות, התעשייה הצבאית), произвођач оружја, муниције и војне технологије, углавном за израелске снаге безбедности (посебно Израелску војску, Израелске одбрамбене снаге или ИДФ).

## Мала оруђа
Израелска војна индустрија је произвела мало оружје које се сматра међу најпопуларнијим у свету. Узи аутоматски пиштољ је вероватно најпопуларнији ауто-пиштољ на свету, због своје компактности и поузданости. Све у свему, Узи има највећу продајну статистику свих савремених аутоматских пиштоља широм света.
Галил је компактна јуришна пушка коју производи ИВО (Израелска војна индустрија), уз интеграцију неких других карактеристика дизајна. Негев је главни лаки митраљез који је произвела ИВО . Јерихо 941 је полуаутоматски пиштољ, док је Тавор Булпап јуришна пушка.
Током 1980-их амерички произвођач ватреног оружја Магнум Рисрч уговорио је Израелском војном индустријом да поново дизајнира и произведе Магнум калибар (.44 Магнум, .357 Магнум и .50 АЕ), полуаутоматски пиштољ. Резултат је био Дезерт игл, веома моћни пиштољ познат по Холивуду и пуцачима из прве руке.
Остали производи су креирани, углавном за коришћење од стране ИДФ-а(Израелских одбрамбених снага). Узи је међутим, популаран у специјалним снагама многих држава света, док су Галил и Тавор популарни у контра-терористичким снагама.
Године 2005. Израелска војна индустрија продала је свој огранак Маген (Одељење за мала оружја) израелској приватној холдинг компанији СК Груп и преименовали у Израелска наменска индустрија.

## Остали производи
Израелска војна индустрија има посвећене фабрике за производњу муниције за ватрено оружје, артиљерију (оба експлозива и ракете), тенкове и пројектиле ваздух-земља (и одложен и директан напад). Многи од његових производа су стандарду за потребе НАТО са којим су компатибилни, али Израелска војна индустрија производи и муницију у калибру из земаља источног блока. Међутим, за раније оружје није било у складу са СТАНАГ-ом.
Поред малокалибарског оружја, ИВИ производи и тешко наоружање. ИВИ се бави многим пројектима за надоградњу војних возила (тенкови, ОТ и друга оклопна борбена возила). Компоненте надоградње укључују ватру, преживљавање и маневарност.
ИВИ такође производи широк спектар одбрамбених производа, као што су пакети за додатну опрему возила, системи за чишћење мина и системи за извиђање и мостове. Такође производи контра мере авиона, као што су ракете, мамци и електронски системи контроле контрамера, од којих неки ИВИ сада нуди и платформе базиране на копну и на мору.

## Производи
- Wildcat APC MRAP
- COMBATGUARD борбено оклопно возило
- Galil ACE – јуришна пушка, карабин
- Galil – ЈУРИШНА ПУШКА, КАРАБИН
- Tavor – јуришне пушка, карабин
- Negev – лаки аутомат
- Uzi - кратки-аутомат
- Jericho 941 - пиштољ
- SP-21 Barak - пиштољ
- Desert Eagle - пиштољ
- MAPATS - ATGM
- Delilah – крстарећа ракета
- MARS (missile) ракета ваздух-земља
- IMI 120 mm gun –тенковско оружје
- MAR-290 - ВБР
- LAR-160 - ВБР
- Romach - ВБР
- ACCULAR - ВБР
- EXTRA - ВБР
- Predator Hawk - тактичка балистичка ракета
- MSOV - једрећа бомба
- FASTLIGHT - једрећа бомба
- MPR500 - авиобомба
- CornerShot и додатке
- Refaim bullet-trap тромблонска мина
- Додатни оклоп:
  - Оклопни прекривач
  - Експлозивно реактивна мунициа
  - Комплет за заштиту трактора (КЗТ) за Caterpillar D7
  - Комплет оклопа за Caterpillar D9 булдожер (L\N)
  - Iron Fist active protection system - Active protection system (APS)

## Обука за безбедност
ИВИ такође пружа војну обуку израелским грађанима. ИВИ уговара своје услуге са спољним земљама којима је потребна безбедност и војна обука. Клијенти долазе у ИВИ у Израелу месецима сигурности и В. И. П. обука.
ИВИ такође производи оружје у кластеру за које се наводно доказало да је изазвало цивилне жртве - у Либану 2006. године и у рату у Јужној Осетији 2008. године. Корисници тврде да је одговорна неисправна муниција.

## Метрополитен колеџ Њујорка
Израелска војна индустрија такође има партнерство са Метрополитен колеџом Њујорка (МКЊ) у Њујорку. Метрополите колеџ Њујорка нуди магистарске студије у области јавне управе у ванредним ситуацијама и националној безбедности. Осим тога, сви студенти одлазе у Израел ради интензивног учења на иностраном семинару који обухвата теме о националној безбедности и борби против тероризма са врхунским израелским војним стручњацима.